# 伯斯峰
46°11′56.4″N 7°59′33.5″E / 46.199000°N 7.992639°E

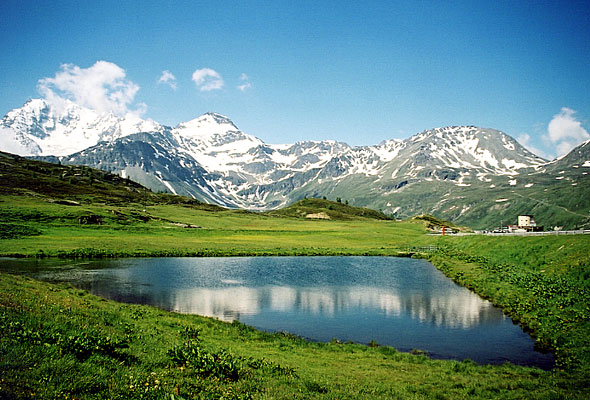

伯斯峰（Böshorn），是瑞士的山峰，位於該國南部，由瓦萊州負責管轄，屬於本寧阿爾卑斯山脈的一部分，海拔高度3,268米，每年平均降雨量2,221毫米。